# Casa do Penedo
La Casa do Penedo es una construcción situada en la sierra de Fafe, en el norte de Portugal. Su singularidad está en que sus muros de cimentación los conforman cuatro grandes rocas. Fue realizada entre los años 1974 y 1976 como vivienda aunque actualmente alberga un museo. En portugués, Casa do Penedo significa literalmente Casa de roca.